# Grünau im Almtal
Grünau im Almtal osztrák község Felső-Ausztria Gmundeni járásában. 2018 januárjában 2064 lakosa volt. 

## Elhelyezkedése

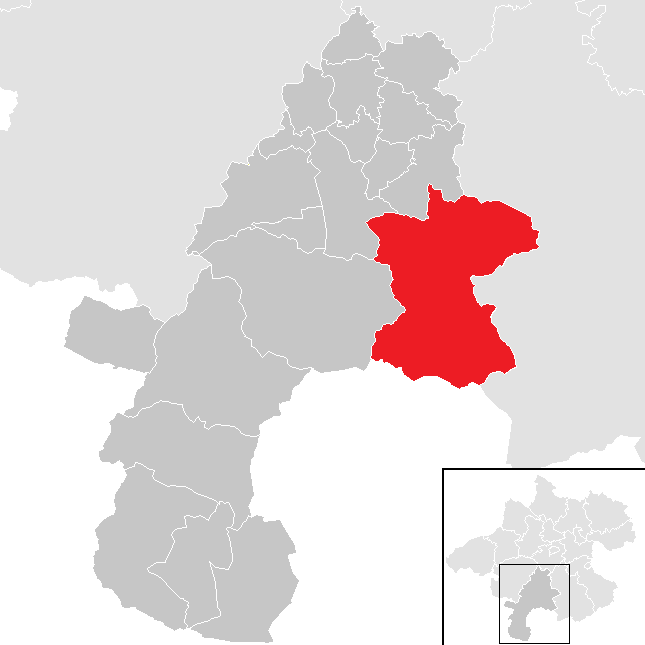
Grünau im Almtal a Gmundeni járásban

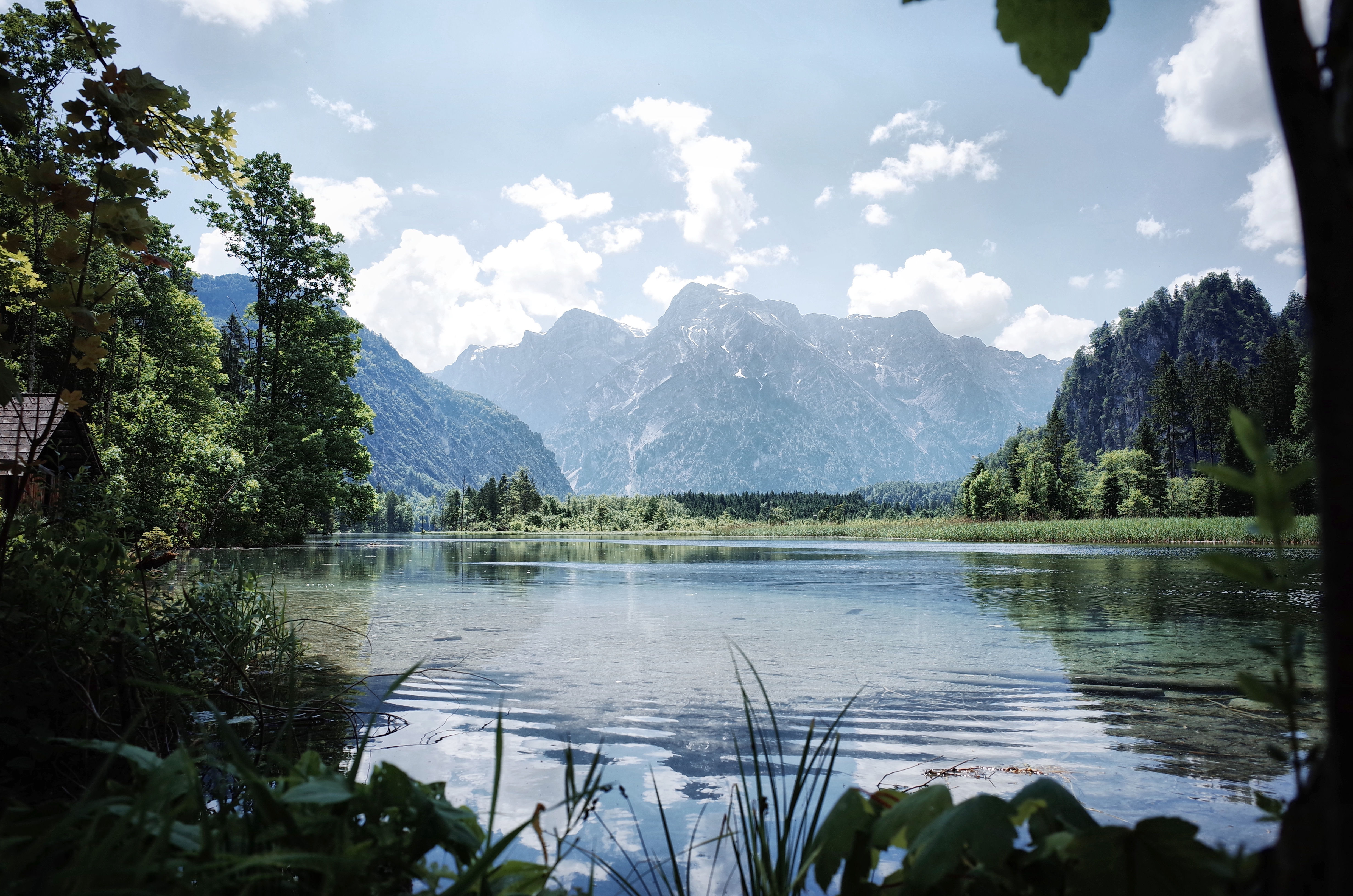
Az Almsee

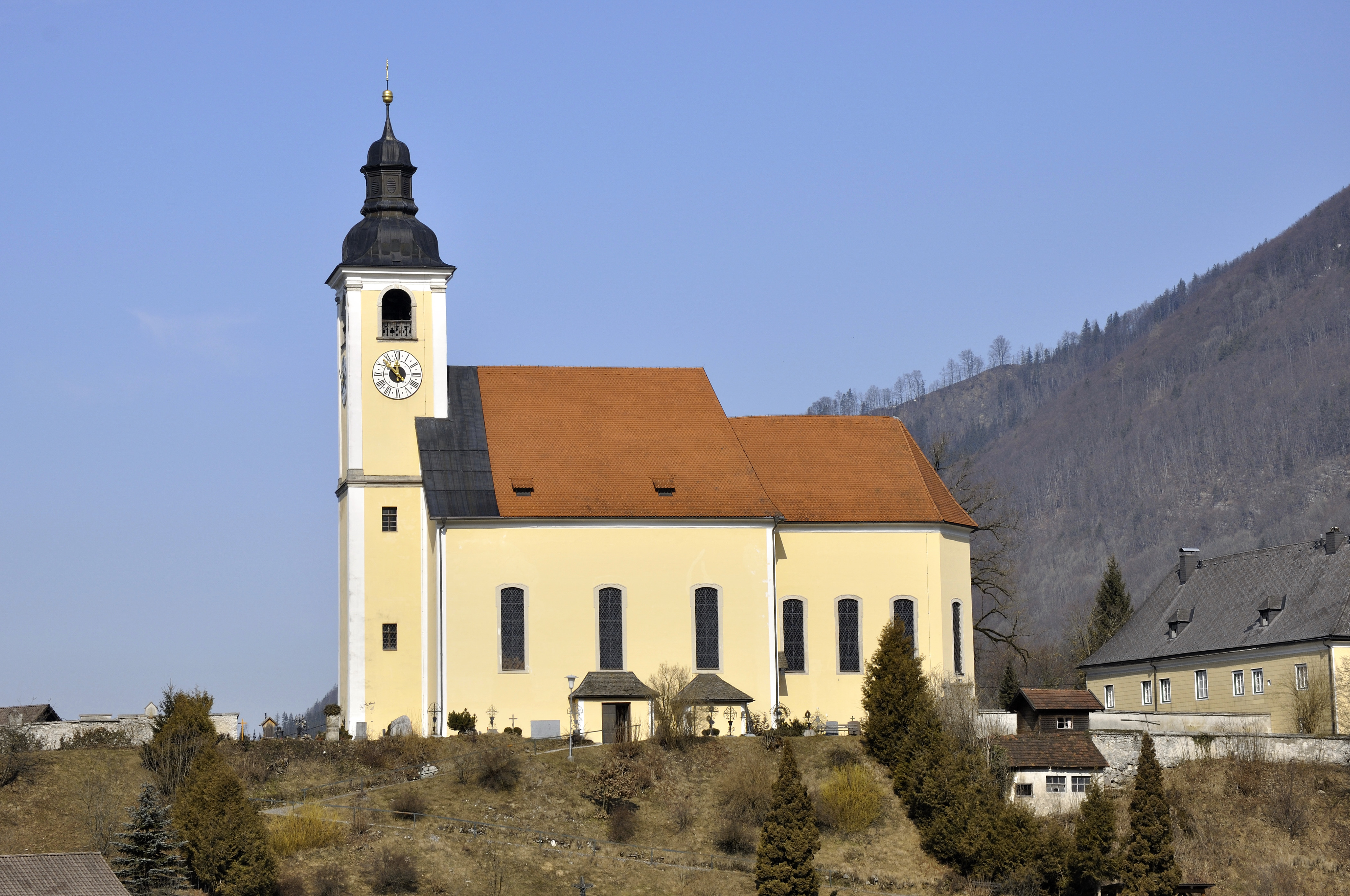
A Szt. Jakab-plébániatemplom

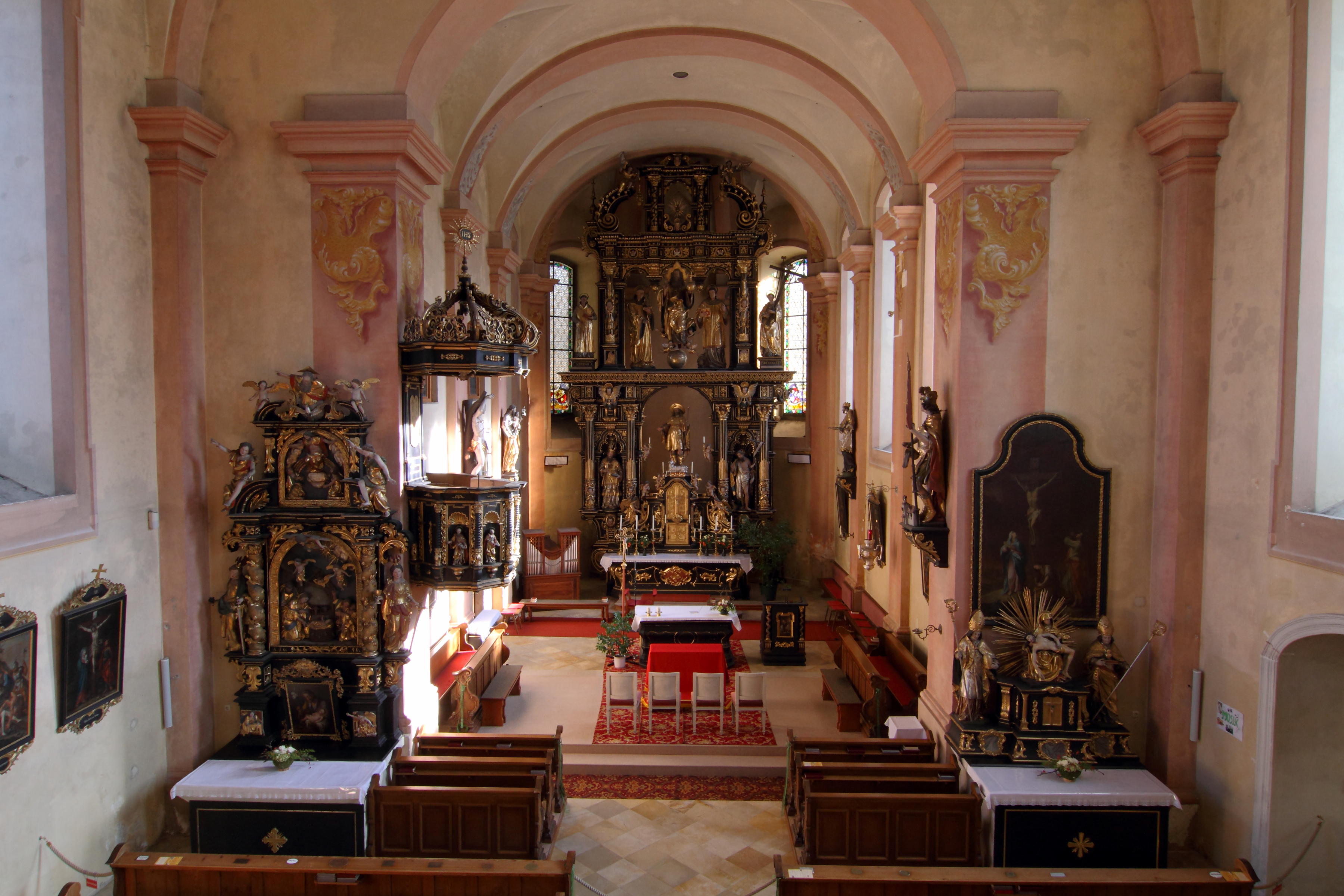
A templom reneszánsz főoltára

Grünau im Almtal Felső-Ausztria Traunviertel régiójában fekszik a Salzkammergut területén, az Alm és a Grünaubach folyók találkozánál. Jelentősebb állóvizei az Almsee (amelyből az Alm ered), a Großer Ödsee és a Kleiner Ödsee. Területe 230 km², amivel a tartomány legnagyobb önkormányzata; ennek 74,5%-a erdő. Déli részét a Toten-hegység foglalja el, itt található legmagasabb csúcsa is, a 2515 méteres Großer Priel. Az önkormányzathoz egyetlen katasztrális község és egy falu (Grünau im Almtal) tartozik, valamint a hegyvidéken és a völgyben elszórtan mintegy két tucat házcsoport és tanya. 
A környező önkormányzatok: nyugatra Ebensee am Traunsee, északnyugatra Gmunden, északra Scharnstein, északkeletre Steinbach am Ziehberg, keletre Micheldorf in Oberösterreich és Klaus an der Pyhrnbahn, délkeletre Hinterstoder, délre Grundlsee, délnyugatra Altaussee (utóbbi kettő Stájerországban).

## Története
Grünau akkor jórészt lakatlan területét III. Tasziló bajor herceg 777-ben adományozta az akkor alapított kremsmünsteri apátságnak. A 10. században a kalandozó magyarok kifosztották a kolostort, amely elvesztette az Almsee környékére vonatkozó birtokjogát is. Halászati és legeltetési jogosultságát Arnold von Lambach gróf erősítette meg 992-ben. A gróf leszármazottja, Szt. Adalbero würzburgi püspök 1056-ban megalapította a lambachi kolostort és miután megörökölte Grünaut, szerzetesei segítségével megkezdte a völgy megművelését.
Grünau (mint Gruona) először 1160-ban jelenik meg az írásos forrásokban. Kremsmünster megpróbálta visszaszerezni elvesztett birtokát, de 1224-ben az egyházközség is Lambach felügyelete alá került. 
1418-ban Grünaut II. Reinprecht von Walsee, a scharnsteini uradalom ura szerezte meg. A falu templomának védőszentje addig a lambachiak által tisztelt Szt. Kilián volt, amely ekkor idősebb Szt. Jakabra változott. A Walsee-nemzetség 1483-as kihalása után az addig a scharnsteini plébániáról irányított egyházközség elnyerte függetlenségét. 1625-ben a kremsmünsteri apátság megszerezte a scharnsteini uradalmat, így Grünaut is. 
A napóleoni háborúk során Grünaut több alkalommal megszállták. 1866-ban Poroszország annektálta a Hannoveri Királyságot, V. György király pedig Grünauban talált menedéket.

## Lakosság
A Grünau im Almtal-i önkormányzat területén 2018 januárjában 2064 fő élt. A lakosságszám 1951-ben érte el a csúcspontját 2038 fővel, azóta csökkenő tendenciát mutat. 2016-ban a helybeliek 91,3%-a volt osztrák állampolgár; a külföldiek közül 2,6% a régi (2004 előtti), 2,5% az új EU-tagállamokból érkezett. 1,4% a volt Jugoszlávia (Szlovénia és Horvátország nélkül) vagy Törökország, 2,2% egyéb országok polgára. 2001-ben a lakosok 87,5%-a római katolikusnak, 2,3% evangélikusnak, 1,9% mohamedánnak, 6,2% pedig felekezeten kívülinek vallotta magát. Ugyanekkora legnagyobb nemzetiségi csoportot a német (96,4%) mellett a törökök (1,3%) alkották.
| 2016 | 2 104 |
| 2018 | 2 064 |

## Látnivalók
- a Szt. Jakab-plébániatemplom 1695-1710 között épült. 1531-ben készült monumentális, reneszánsz főoltárát a kremsmünsteri apátsági templomból szállították ide.
- a 17. századi Jakabkúti-kápolna (Jakobsbrunnenkapelle)
- a Cumberland vadaspark
- az Almsee és a Toten-hegység számos kirándulási, sportolási lehetőséget nyújt

## Fordítás
- Ez a szócikk részben vagy egészben  a   Grünau im Almtal című német Wikipédia-szócikk ezen változatának fordításán alapul.  Az eredeti cikk szerkesztőit annak laptörténete sorolja fel. Ez a jelzés csupán a megfogalmazás eredetét és a szerzői jogokat jelzi, nem szolgál a cikkben szereplő információk forrásmegjelöléseként.